# Stem op een Vrouw
Stem op een Vrouw is een stichting die zich inzet voor een grotere vertegenwoordiging van vrouwen in politieke functies in Nederland. De organisatie werd in januari 2017 door Devika Partiman opgericht, met als doel de bestaande genderongelijkheid in de Nederlandse politiek tegen te gaan en de emancipatie en politieke representatie van vrouwen te bevorderen. Partiman was aanvankelijk voorzitter en is sinds 2023 directeur van de stichting.

## Oprichting en benadering
Tijdens een vakantie in Suriname zag Partiman in een museum een twintig jaar oude folder liggen met de titel 'Stem op een vrouw'. De folder was door Surinaamse vrouwenorganisaties opgesteld om meer vrouwen in De Nationale Assemblée (het parlement) te stemmen. Geïnspireerd door deze oproep, en geschrokken van het gebrek aan politieke macht voor vrouwen, richtte ze samen met een groep vrijwilligers de stichting Stem op een Vrouw op. De eerste bijeenkomst vond plaats in januari 2017. De groep bedacht toen een stemstrategie zodat er bij de Tweede Kamerverkiezingen in maart meer vrouwen verkozen zouden worden. Met de slogan 'Stem op een vrouw lager op de lijst' stimuleerden ze kiezers om op een vrouw te stemmen die net buiten de verkiesbare plaatsen stond.

## Campagnestrategie
De campagnes van de stichting zijn gebaseerd op inzichten uit kiesonderzoek. Daaruit blijkt dat kiezers die bewust op een vrouw willen stemmen, vaak automatisch kiezen voor de hoogste vrouw op de lijst. Volgens Partiman zorgen partijen er vaak voor dat er één vrouw hoog op de lijst staat, meestal op plek twee na de mannelijke lijsttrekker. Hiermee komen ze tegemoet aan verwachtingen van diversiteit zonder dat dit de samenstelling van de fractie wezenlijk verandert. Door te stemmen op een vrouw net buiten de veilige zone, kan de kiezer daadwerkelijk invloed uitoefenen op de representatie in de politiek.
Stem op een Vrouw informeert kiezers over het effect van voorkeurstemmen en wijst erop dat stemmen op een vrouw buiten de verwachte verkozen posities daadwerkelijk kan leiden tot zetelwinst voor vrouwen. Daarnaast maakt de stichting gebruik van heldere communicatie en vooraf voorbereide antwoorden op veelvoorkomende tegenargumenten. Deze aanpak is geïnspireerd door eerdere activistische ervaringen van oprichter Devika Partiman, onder meer bij de beweging Kick Out Zwarte Piet. De stichting richt zich in haar communicatie nadrukkelijk op jongere doelgroepen, met name via sociale media zoals Instagram. Tijdens verkiezingsperiodes worden daar voorlichtingscampagnes en informatieve beelden gedeeld, waarmee jongeren worden aangezet tot strategisch stemmen.

## Werkzaamheden en impact
Stem op een Vrouw voert sinds 2017 campagne tijdens verkiezingen op alle niveaus – van Europees tot gemeentelijk – om kiezers aan te moedigen strategisch op vrouwen te stemmen. De stichting raadt aan om niet te stemmen op de eerste vrouw op de lijst (vaak al zeker van een zetel), maar op een vrouw net buiten de verwachte kiesdrempel. Deze strategie is partij-onafhankelijk en heeft waarschijnlijk bijgedragen aan de verkiezing van vrouwen binnen een breed scala aan politieke partijen.
De stemstrategie leidde er waarschijnlijk toe dat sinds 2017 ongeveer 700 vrouwen met voorkeursstemmen werden verkozen tot de gemeenteraad, Provinciale Staten, waterschappen, de Tweede Kamer en het Europees Parlement. Er werden bij de Tweede Kamerverkiezingen in maart 2017 drie vrouwen met voorkeurstemmen verkozen. Bij de gemeenteraadsverkiezingen van 2018 werden in de 70 grootste gemeenten 75 vrouwen met voorkeurstemmen verkozen. Bij de Europese Parlementsverkiezingen van 2019 werden drie Nederlandse vrouwen met voorkeurstemmen verkozen. In 2022 kwamen er wel 459 vrouwen extra in de lokale politiek, waardoor het aandeel vrouwelijke gemeenteraadsleden steeg van 31 naar 37 procent. Hoewel dit niet met zekerheid bewezen kan worden, rapporteren verschillende media dat het initiatief van Stem op een Vrouw hier een grote bijdrage aan heeft geleverd.
De stichting organiseert trainingen voor vrouwelijke kandidaten en adviseert politieke partijen, gemeenten, organisaties en bedrijven over hoe zij meer vrouwelijk en divers talent kunnen aantrekken. In oktober 2018 gaf Partiman een lezing voor TEDxVienna, getiteld Changing Politics, One Vote at a Time. In haar Ted-talk benadrukte ze de invloed die individuele kiezers kunnen hebben. Ze verwees naar onderzoek waaruit blijkt dat slechts 3,5 procent van de bevolking voldoende is om maatschappelijke veranderingen in gang te zetten, mits die groep actief en zichtbaar is.
In 2020 lanceerde Stem op een Vrouw een mentornetwerk voor vrouwen met politieke ambitie. Bij de eerste lichting meldden zich meer dan honderd mentees en mentoren aan. Tot eind 2024 namen ruim vijfhonderd vrouwen deel aan het programma. Volgens de stichting was in juli 2025 circa 65 procent van de oud-deelnemers politiek actief, bijvoorbeeld als raadslid, waterschapslid of Kamerlid. Het programma bestaat uit een combinatie van mentorgesprekken, trainingen, excursies en netwerksessies, en is bewust partij-overstijgend van opzet.

## Weerstand en veiligheid
Hoewel Stem op een Vrouw brede steun ontvangt, is er ook kritiek op het principe van strategisch stemmen op basis van gender. Tegenstanders stellen dat kiezers zouden moeten stemmen op de kandidaat die zij het meest geschikt achten. Argumenten hierbij zijn onder meer dat politieke functies op kwaliteit gebaseerd moeten zijn, dat vrouwelijke politici niet per definitie betere vertegenwoordigers van vrouwenbelangen zouden zijn en dat ook mannelijke politici zich sterk kunnen maken voor emancipatie. Sommigen beschouwen het bewust stemmen op een vrouw als symptoombestrijding: zolang vrouwen niet vanzelf in machtsposities belanden, zou er sprake zijn van een fundamenteel onevenwicht in politieke selectie en cultuur.
Een veelgehoord tegenargument luidt: "Ik stem gewoon op de beste." Devika Partiman benadrukt dat het begrip 'kwaliteit' in de politiek niet neutraal of objectief is, en vaak samenhangt met bestaande structuren. Volgens haar is representatie in de democratie juist bedoeld om ruimte te geven aan verschillende perspectieven, waaronder die van vrouwen en andere ondervertegenwoordigde groepen.
Naast inhoudelijke kritiek heeft de stichting ook te maken met online intimidatie en haat, gericht op vrouwelijke politici en activisten. In haar boek beschrijft Partiman dat bijna 90% van de vrouwelijke politici te maken krijgt met online en offline agressie, seksisme en bedreigingen. Deze aanvallen zijn vaak persoonlijk van aard en seksistisch van toon en kunnen leiden tot terugtrekking uit het politieke debat of zelfs vertrek uit de politiek. Stem op een Vrouw pleit daarom voor structurele bescherming van vrouwelijke politici, onder andere via protocollen binnen politieke partijen over hoe om te gaan met digitale haatcampagnes.

## BoekStem op een Vrouw
In oktober 2024 publiceerde de oprichter en directeur van de stichting, Devika Partiman, het boek Stem op een vrouw - De strijd voor vrouwen in de politiek (ISBN 9789464521245). Hierin belicht zij de geschiedenis van vrouwenemancipatie in de politiek en gaat zij in op hedendaags activisme. Het boek is een persoonlijke en historische ode aan feministische strijders van vroeger en nu, en onderstreept het belang van blijvende inzet voor representatie.